# Ernst Krankemann
Ernst Krankemann (19 december 1895 – 28 juli 1941) was een beruchte Kapo in concentratiekamp Auschwitz.
Krankemann maakte deel uit van de tweede groep Duitse criminelen die vanuit Sachsenhausen naar Auschwitz werden overgebracht. Het transport kwam op 29 augustus 1940 aan in Auschwitz. Vrijwel alle SS'ers hadden een hekel aan Krankemann, maar hij werd beschermd door twee invloedrijke SS'ers, te weten: Lagerführer en plaatsvervanger van Höss, Karl Fritzsch, en Rapportführer Gerhard Palitzsch.
Krankemann kon in zijn rol als Kapo veel macht uitoefenen over de gevangenen. Net als andere Kapo's was hij verantwoordelijk voor het feit dat zijn arbeidscommando goed functioneerde. Als Kapo had hij bovendien van de Duitsers het recht om, indien nodig, iemand te martelen of vermoorden. Wellicht het meest lugubere incident vond plaats toen hij, samen met zijn arbeidscommando de appelplaats aan het platwalsen was. Een uitgeputte gevangene zakte door de knieën en kon niet meer opstaan. Krankemann gaf het bevel met de wals over hem heen te rollen.
In het kader van Aktion 14f13, het euthanasieprogramma van de Duitsers, werd Krankemann, samen met circa vijfhonderd andere gevangenen, overgebracht naar Schloss Sonnenstein, waar ze werden vergast in de gaskamers onder het psychiatrisch ziekenhuis. Krankemann, die naar alle waarschijnlijkheid op transport werd gezet omdat hij in ongenade was gevallen bij Karl Fritzsch, is waarschijnlijk ten tijde van de treinreis naar Schloss Sonnenstein al vermoord. Het gebeurde namelijk vaak dat voormalig Kapo's na hun afzetting door de andere gevangenen om het leven werden gebracht.